# Дуґлас (хребет)
Дуглас (хребет) (англ. Douglas Range.) — гірський хребет, який знаходиться на Землі Олександра І на захід від Антарктичного півострова. Найвища вершина хребта — гора Стефенсон (2987 метрів).

## Географія
Хребет розташований на Землі Олександра І, простягається на 120 км (75 миль) у північно-західному-південно-східному напрямку від гори Миколая до гори Едред у межах Британської Антарктичної території. Найвища гора входить до списку вершин "Ультра-піків — гірські вершини, які мають відносну висоту 1500 м і більше серед найвищих гір Антарктики, в якому вона займає 4-те місце і 93-тє — у світі, та займає 22 місце серед острівних гір.
2
521

## Вершини хребта Дуглас
| Назва          | Назва англійською | Висота, м | Розташування                                                | Коментарі                                                      |
| -------------- | ----------------- | --------- | ----------------------------------------------------------- | -------------------------------------------------------------- |
| Гора Миколая   | Mount Nicholas    | 1465      | 69°22′ пд. ш. 69°50′ зх. д. / 69.367° пд. ш. 69.833° зх. д. | найпівнічніша гора хребта Дуглас                               |
| Гора Співей    | Mount Spivey      | 2135      | 69°31′ пд. ш. 69°50′ зх. д. / 69.517° пд. ш. 69.833° зх. д. |                                                                |
| Гора Гекл      | Mount Huckle      | 2500      | 69°38′ пд. ш. 69°48′ зх. д. / 69.633° пд. ш. 69.800° зх. д. |                                                                |
| Стефенсон      | Mount Stephenson  | 2987      | 69°49′ пд. ш. 69°43′ зх. д. / 69.817° пд. ш. 69.717° зх. д. | найвища вершина хребта Дуглас, найвища точка острова Олександр |
| Гора Егберт    | Mount Egbert      | 2895      | 69°57′ пд. ш. 69°37′ зх. д. / 69.950° пд. ш. 69.617° зх. д. | друга найвища вершина хребта Дуглас                            |
| Гора Етелвульф | Mount Ethelwulf   | 2590      | 70°2′ пд. ш. 69°34′ зх. д. / 70.033° пд. ш. 69.567° зх. д.  |                                                                |
| Гора Етелред   | Mount Ethelred    | 2470      | 70°4′ пд. ш. 69°29′ зх. д. / 70.067° пд. ш. 69.483° зх. д.  |                                                                |
| Гора Ательстан | Mount Athelstan   | 1615      | 70°10′ пд. ш. 69°16′ зх. д. / 70.167° пд. ш. 69.267° зх. д. |                                                                |
| Пік Ламіна     | Lamina Peak       | 1280      | 70°32′ пд. ш. 68°45′ зх. д. / 70.533° пд. ш. 68.750° зх. д. |                                                                |
| Гора Едред     | Mount Edred       | 2195      | 70°35′ пд. ш. 69°0′ зх. д. / 70.583° пд. ш. 69.000° зх. д.  | найпівденніша гора хребта Дуглас                               |

## Історія
Хребет був відкритий у 1909 році, під час другої Французької антарктичної експедиції 1908—1911 років. Керував експедицією французький полярний дослідник Жан-Батист Шарко. У 1908—1910 роках Шарко відкрив острів Шарко (близько 630 км², за 80 км від Землі Олександра I), названий на честь батька адмірала. Експедицією було досліджено острови Земля Ґреяма і Земля Олександра I, в тому числі хребет Дуглас.
Хребет Дуглас був названий у 1934-37 рр. на честь адмірала Персі Дугласа, гідрографа Королівського флоту, голови Консультативного комітету BGLE.
Він був вперше описаний у 1936 році А. Стефенсоном, В. С. Флемінгом та Г. Бертрамом під час Британської антарктичної експедиції на землю Ґреяма між 1934 та 1937 роками, під керівництвом австралійського полярного дослідника Джона Раймілла. Східна сторона гори була описана у 1948 році під час Британської антарктичної експедиції (BAS), вершина була названа на честь Альфреда Стефенсона, полярного дослідника, картографа, учасника Британської антарктичної експедиції на землю Ґреяма 1934—1937 років. На острові Олександра I іменем Альфреда Стефенсона також названий нунатак — Стефенсон (нунатак).
Повний обсяг хребта вперше спостерігав Еллсворт Лінкольн під час трансантарктичного польоту 23 листопада 1935 р. Східна частина вперше була відображена на фотографіях, відзнятих з повітря. Східна частина була детально обстежена Джорджем VI Саунд Британською експедицією у 1936 році та оновлена у 1948-50 роках. Детально фотографували хребет учасники Ronne Antarctic Research Expedition (RARE), 1947-48 та Searle of FIDS в 1960 році.
Територія острова Землі Олександра I, на якому розташований хребет, належить до спірних антарктичних територій Великої Британії, Чилі та Аргентини.